# 莎伦·亨特
莎伦·亨特（英語：Sharon Hunt，1977年10月11日—），英国女子马术运动员。她曾代表英国参加2008年夏季奥林匹克运动会马术比赛，获得团体三项赛铜牌和个人三项赛第34名。